# Glaciar Koettlitz

O glaciar Koettlitz é um  glaciar de vale e depois um glaciar costeiro da Antártida e que fica situado nos montes Transantárticos, a oeste do monte Morning e monte Discovery, perto do monte Cocks, entre a península Brown e a parte contitental da plataforma de gelo do estreito de McMurdo.
Foi descoberto durante a Expedição Discovery (1901-04), e recebeu a sua designação do Dr. Reginald Koettlitz, físico e botânico da expedição.